# Campeonato Mundial de Voleibol Feminino Sub-17 de 2024

O Campeonato Mundial de Voleibol Feminino Sub-17 de 2024 é a primeira edição do torneio de voleibol internacional realizado pela Federação Internacional de Voleibol (FIVB) para jogadoras com menos de 17 anos, cuja realização será bianual. Foi criado em 2024 e sua primeira edição foi realizada de 1 a 24 de agosto na cidade de Lima, no Peru.
Os Campeonatos Mundiais da FIVB Sub-17 Feminino e Masculino foram propostos pelo Conselho de Voleibol da FIVB e aprovados por unanimidade pelo Conselho de Administração da FIVB durante reunião realizada em março de 2022.

## Escolha do país-sede
Em 8 de novembro de 2023, a FIVB abriu o processo de concorrência para os países que estivessem interessados em sediar os Campeonatos Mundiais Sub-17 Feminino e Masculino, planejados para ocorrer em agosto de 2024. A manifestação de interesse das associações membros deveria ser submetida à FIVB até, no máximo, às 18h00 do dia 8 de dezembro de 2023, no horário da Europa Central (CET).
A FIVB anunciou os países-sede para os Campeonatos Mundiais Sub-17 Feminino e Masculino em 28 de fevereiro de 2024, com o Peru sendo selecionado para sediar a edição inaugural do Campeonato Mundial Sub-17 Feminino.
Em 5 de abril de 2024, o presidente da Federação Peruana de Voleibol, Gino Vegas, confirmou Lima como a cidade-sede, com os jogos ocorrendo nos ginásios Coliseo Eduardo Dibós e  Polideportivo Villa El Salvador. 

## Seleções qualificadas
O processo de qualificação foi anunciado em 28 de março de 2023, com um total de 16 seleções nacionais se qualificando para o torneio final. Além do Peru, que se qualificou automaticamente como país-sede, outros 15 países se qualificaram por meio de campeonatos continentais.
As vagas foram distribuídas da seguinte forma:
- Ásia e Oceania : 3
- África: 3
- Europa: 3
- América do Sul: 3
- América Central, América do Norte e Caribe: 3
- País-Sede: 1

No entanto, a Confederação Africana de Voleibol teve suas vagas reduzidas de três para uma, pois seu torneio de qualificação contou com apenas três participantes, em vez do mínimo de quatro equipes exigidas. A FIVB decidiu atribuir essas duas vagas às melhores seleções nacionais que terminaram em quarto lugar nos restantes torneios continentais de qualificação, com base no Ranking Mundial Sub-19 Feminino da FIVB.
| Confederação                               | Torneio qualificatório                                                                                    | Seleção qualificada  |
| ------------------------------------------ | --- | -------------------- |
| Ásia e Oceania                             | Campeonato Asiático de Voleibol Sub-16 de 2023 ( Hangzhou, 1º a 8 de julho)                               | Japão                |
| Ásia e Oceania                             | Campeonato Asiático de Voleibol Sub-16 de 2023 ( Hangzhou, 1º a 8 de julho)                               | China                |
| Ásia e Oceania                             | Campeonato Asiático de Voleibol Sub-16 de 2023 ( Hangzhou, 1º a 8 de julho)                               | Taipé Chinês         |
| Ásia e Oceania                             | Ranking Mundial Sub-19 Feminino da FIVB                                                                   | Tailândia            |
| África                                     | Campeonato Africano de Nações de Voleibol Sub-17 de 2023 ( Abuja, 2 a 7 de dezembro)                      | Egito                |
| Europa                                     | Campeonato Europeu De Voleibol Feminino Sub-17 de 2023 ( Vrnjačka Banja and Békéscsaba, 11 a 23 de julho) | Itália               |
| Europa                                     | Campeonato Europeu De Voleibol Feminino Sub-17 de 2023 ( Vrnjačka Banja and Békéscsaba, 11 a 23 de julho) | Turquia              |
| Europa                                     | Campeonato Europeu De Voleibol Feminino Sub-17 de 2023 ( Vrnjačka Banja and Békéscsaba, 11 a 23 de julho) | Croácia              |
| América do Sul                             | Campeonato Sul-Americano de Voleibol Feminino Sub-17 de 2023 ( Lima, 27 de setembro a 1º de outubro)      | Argentina            |
| América do Sul                             | Campeonato Sul-Americano de Voleibol Feminino Sub-17 de 2023 ( Lima, 27 de setembro a 1º de outubro)      | Brasil               |
| América do Sul                             | Campeonato Sul-Americano de Voleibol Feminino Sub-17 de 2023 ( Lima, 27 de setembro a 1º de outubro)      | Equador              |
| América do Sul                             | País Sede                                                                                                 | Peru                 |
| América Central, América do Norte e Caribe | Campeonato Sub-17 de Voleibol da NORCECA de 2023 ( Tegucigalpa, 21 a 26 de novembro)                      | México               |
| América Central, América do Norte e Caribe | Campeonato Sub-17 de Voleibol da NORCECA de 2023 ( Tegucigalpa, 21 a 26 de novembro)                      | Porto Rico           |
| América Central, América do Norte e Caribe | Campeonato Sub-17 de Voleibol da NORCECA de 2023 ( Tegucigalpa, 21 a 26 de novembro)                      | Canadá               |
| América Central, América do Norte e Caribe | Ranking Mundial Sub-19 Feminino da FIVB                                                                   | República Dominicana |

## Fórmula da disputa
A competição é disputada por 16 seleções, distribuídas em quatro grupos, todas as equipes se classificando para a disputa das oitavas de final, a primeira fase tem a função de determinar, a partir da classificação, os confrontos da fase seguinte. 
As equipes vencedoras da fase de oitavas de final disputarão as quartas de final e as eliminadas as disputas pelas posições inferiores; já as vencedoras da quartas de final disputarão a semifinal e as eliminadas disputarão do quinto ao oitavo lugares. As equipes que venceram as semifinais competirão pelo título na grande final e as perdedoras a disputa pelo bronze.

## Primeira Fase
Os Grupos A e C aconteceram no Coliseo Eduardo Dibós; os Grupos B e D aconteceram no Polideportivo Villa El Salvador. Todos os horários das partidas são locais (UTC−5), conforme listado pela FIVB.

### Grupo A
|     |                      |     | Jogos | Jogos | Jogos | Pontos | Pontos | Pontos | Sets | Sets | Sets  |
| Pos | Equipe               | Pts | T     | V     | D     | V      | P      | R      | V    | P    | R     |
| --- | -------------------- | --- | ----- | ----- | ----- | ------ | ------ | ------ | ---- | ---- | ----- |
| 1   | Brasil               | 9   | 3     | 3     | 0     | 225    | 140    | 1.607  | 9    | 0    | MAX   |
| 2   | Peru                 | 6   | 3     | 2     | 1     | 229    | 210    | 1.090  | 6    | 4    | 1.500 |
| 3   | República Dominicana | 3   | 3     | 1     | 2     | 220    | 253    | 0.870  | 3    | 7    | 0.429 |
| 4   | Canadá               | 0   | 3     | 0     | 3     | 172    | 243    | 0.708  | 0    | 9    | 0,000 |

| Data   | Hora  |        | Placar |                      | Set 1 | Set 2 | Set 3 | Set 4 | Set 5 | Total  | Relatório           |
| ------ | ----- | ------ | ------ | -------------------- | ----- | ----- | ----- | ----- | ----- | ------ | ------------------- |
| 17 Ago | 16:30 | Canadá | 1–3    | República Dominicana | 21–25 | 25–18 | 18–25 | 11–25 |       | 75–93  | Súmula Estatísticas |
| 17 Ago | 19:30 | Peru   | 0–3    | Brasil               | 20–25 | 15–25 | 16–25 |       |       | 51–75  | Súmula Estatísticas |
| 18 Ago | 16:30 | Brasil | 3–0    | República Dominicana | 25–19 | 25–16 | 25–8  |       |       | 75–43  | Súmula Estatísticas |
| 18 Ago | 19:30 | Peru   | 3–0    | Canadá               | 25–23 | 25–14 | 25–14 |       |       | 75–51  | Súmula Estatísticas |
| 19 Ago | 16:30 | Brasil | 3–0    | Canadá               | 25–12 | 25–18 | 25–16 |       |       | 75–46  | Súmula Estatísticas |
| 19 Ago | 19:30 | Peru   | 3–1    | República Dominicana | 25–12 | 25–19 | 28–30 | 25–23 |       | 103–84 | Súmula Estatísticas |

### Grupo B
|     |           |     | Jogos | Jogos | Jogos | Pontos | Pontos | Pontos | Sets | Sets | Sets  |
| Pos | Equipe    | Pts | T     | V     | D     | V      | P      | R      | V    | P    | R     |
| --- | --------- | --- | ----- | ----- | ----- | ------ | ------ | ------ | ---- | ---- | ----- |
| 1   | China     | 9   | 3     | 3     | 0     | 250    | 154    | 1.623  | 9    | 1    | 9,000 |
| 2   | Turquia   | 6   | 3     | 2     | 1     | 238    | 209    | 1.139  | 7    | 3    | 2.333 |
| 3   | Tailândia | 3   | 3     | 1     | 2     | 177    | 198    | 0.894  | 3    | 6    | 0.500 |
| 4   | Equador   | 0   | 3     | 0     | 3     | 121    | 225    | 0.538  | 0    | 9    | 0,000 |

| Data   | Hora  |           | Placar |           | Set 1 | Set 2 | Set 3 | Set 4 | Set 5 | Total  | Relatório           |
| ------ | ----- | --------- | ------ | --------- | ----- | ----- | ----- | ----- | ----- | ------ | ------------------- |
| 17 Ago | 11:00 | Tailândia | 0–3    | China     | 16–25 | 8–25  | 17–25 |       |       | 41–75  | Súmula Estatísticas |
| 17 Ago | 14:00 | Turquia   | 3–0    | Equador   | 25–18 | 25–16 | 25–14 |       |       | 75–48  | Súmula Estatísticas |
| 18 Ago | 11:00 | Tailândia | 3–0    | Equador   | 25–14 | 25–20 | 25–12 |       |       | 75–46  | Súmula Estatísticas |
| 18 Ago | 14:00 | Turquia   | 1–3    | China     | 20–25 | 25–22 | 26–28 | 15–25 |       | 86–100 | Súmula Estatísticas |
| 19 Ago | 11:00 | Turquia   | 3–0    | Tailândia | 25–23 | 27–25 | 25–13 |       |       | 77–61  | Súmula Estatísticas |
| 19 Ago | 14:00 | China     | 3–0    | Equador   | 25–7  | 25–5  | 25–15 |       |       | 75–27  | Súmula Estatísticas |

### Grupo C
|     |           |     | Jogos | Jogos | Jogos | Pontos | Pontos | Pontos | Sets | Sets | Sets  |
| Pos | Equipe    | Pts | T     | V     | D     | V      | P      | R      | V    | P    | R     |
| --- | --------- | --- | ----- | ----- | ----- | ------ | ------ | ------ | ---- | ---- | ----- |
| 1   | Itália    | 8   | 3     | 3     | 0     | 251    | 190    | 1.321  | 9    | 2    | 4.500 |
| 2   | México    | 7   | 3     | 2     | 1     | 243    | 210    | 1.157  | 8    | 3    | 2.667 |
| 3   | Argentina | 3   | 3     | 1     | 2     | 189    | 205    | 0.922  | 3    | 6    | 0.500 |
| 4   | Egito     | 0   | 3     | 0     | 3     | 147    | 225    | 0.653  | 0    | 9    | 0,000 |

| Data   | Hora  |           | Placar |           | Set 1 | Set 2 | Set 3 | Set 4 | Set 5 | Total  | Relatório           |
| ------ | ----- | --------- | ------ | --------- | ----- | ----- | ----- | ----- | ----- | ------ | ------------------- |
| 17 Ago | 10:30 | Argentina | 3–0    | Egito     | 25–18 | 25–17 | 25–20 |       |       | 75–55  | Súmula Estatísticas |
| 17 Ago | 13:30 | Itália    | 3–2    | México    | 19–25 | 17–25 | 25–14 | 25–19 | 15–10 | 101–93 | Súmula Estatísticas |
| 18 Ago | 10:30 | Argentina | 0–3    | México    | 22–25 | 22–25 | 19–25 |       |       | 63–75  | Súmula Estatísticas |
| 18 Ago | 13:30 | Itália    | 3–0    | Egito     | 25–10 | 25–16 | 25–20 |       |       | 75–46  | Súmula Estatísticas |
| 19 Ago | 10:30 | Egito     | 0–3    | México    | 19–25 | 14–25 | 13–25 |       |       | 46–75  | Súmula Estatísticas |
| 19 Ago | 13:30 | Itália    | 3–0    | Argentina | 25–12 | 25–17 | 25–22 |       |       | 75–51  | Súmula Estatísticas |

### Grupo D
|     |              |     | Jogos | Jogos | Jogos | Pontos | Pontos | Pontos | Sets | Sets | Sets  |
| Pos | Equipe       | Pts | T     | V     | D     | V      | P      | R      | V    | P    | R     |
| --- | ------------ | --- | ----- | ----- | ----- | ------ | ------ | ------ | ---- | ---- | ----- |
| 1   | Japão        | 9   | 3     | 3     | 0     | 266    | 201    | 1.323  | 9    | 2    | 4.500 |
| 2   | Taipé Chinês | 6   | 3     | 2     | 1     | 236    | 227    | 1.040  | 6    | 4    | 1.500 |
| 3   | Porto Rico   | 3   | 3     | 1     | 2     | 190    | 205    | 0.927  | 3    | 6    | 0.500 |
| 4   | Croácia      | 0   | 3     | 0     | 3     | 205    | 264    | 0.777  | 0    | 9    | 0,000 |

| Data   | Hora  |            | Placar |              | Set 1 | Set 2 | Set 3 | Set 4 | Set 5 | Total | Relatório           |
| ------ | ----- | ---------- | ------ | ------------ | ----- | ----- | ----- | ----- | ----- | ----- | ------------------- |
| 17 Ago | 17:00 | Croácia    | 0–3    | Porto Rico   | 21–25 | 23–25 | 11–25 |       |       | 55–75 | Súmula Estatísticas |
| 17 Ago | 20:00 | Japão      | 3–1    | Taipé Chinês | 25–16 | 20–25 | 25–13 | 25–14 |       | 95–68 | Súmula Estatísticas |
| 18 Ago | 17:00 | Croácia    | 1–3    | Taipé Chinês | 25–18 | 14–25 | 19–25 | 15–25 |       | 73–93 | Súmula Estatísticas |
| 18 Ago | 20:00 | Japão      | 3–0    | Porto Rico   | 25–10 | 25–23 | 25–23 |       |       | 75–56 | Súmula Estatísticas |
| 19 Ago | 17:00 | Porto Rico | 0–3    | Taipé Chinês | 23–25 | 16–25 | 20–25 |       |       | 59–75 | Súmula Estatísticas |
| 19 Ago | 20:00 | Japão      | 3–1    | Croácia      | 25–17 | 21–25 | 25–15 | 25–20 |       | 96–77 | Súmula Estatísticas |

## Fase Final

### Chaveamento final
- Todos os horários são de Lima (UTC−5).

|  | Oitavas de final     | Oitavas de final |                |   | Quartas de final | Quartas de final |                |                | Semifinal | Semifinal |  |  | Final | Final |
|  |                      |                  |                |   |                  |                  |                |                |           |           |  |  |       |       |
|  | 20 Ago – 10:30       |                  |                |   |                  |                  |                |                |           |           |  |  |       |       |
|  |                      |                  |                |   |                  |                  |                |                |           |           |  |  |       |       |
|  | Itália               | 3                |                |   |                  |                  |                |                |           |           |  |  |       |       |
|  | Itália               | 3                | 22 Ago – 16:30 |   |                  |                  |                |                |           |           |  |  |       |       |
|  | Canadá               | 0                |                |   |                  |                  |                |                |           |           |  |  |       |       |
|  | Canadá               | 0                | Itália         | 3 |                  |                  |                |                |           |           |  |  |       |       |
|  | 20 Ago – 14:00       |                  | Itália         | 3 |                  |                  |                |                |           |           |  |  |       |       |
|  |                      | Turquia          | 1              |   |                  |                  |                |                |           |           |  |  |       |       |
|  | Turquia              | Turquia          | 1              | 3 |                  |                  |                |                |           |           |  |  |       |       |
|  | Turquia              |                  | 23 Ago - 16:30 | 3 |                  |                  |                |                |           |           |  |  |       |       |
|  | Porto Rico           | 0                |                |   |                  |                  |                |                |           |           |  |  |       |       |
|  | Porto Rico           | 0                | Itália         | 1 |                  |                  |                |                |           |           |  |  |       |       |
|  | 20 Ago – 20:00       |                  | Itália         | 1 |                  |                  |                |                |           |           |  |  |       |       |
|  |                      | Japão            | 3              |   |                  |                  |                |                |           |           |  |  |       |       |
|  | Japão                | Japão            | 3              | 3 |                  |                  |                |                |           |           |  |  |       |       |
|  | Japão                | 22 Ago – 19:30   |                | 3 |                  |                  |                |                |           |           |  |  |       |       |
|  | Equador              | 0                |                |   |                  |                  |                |                |           |           |  |  |       |       |
|  | Equador              | 0                | Japão          | 3 |                  |                  |                |                |           |           |  |  |       |       |
|  | 20 Ago – 19:30       |                  | Japão          | 3 |                  |                  |                |                |           |           |  |  |       |       |
|  |                      | Peru             | 1              |   |                  |                  |                |                |           |           |  |  |       |       |
|  | Peru                 | Peru             | 1              | 3 |                  |                  |                |                |           |           |  |  |       |       |
|  | Peru                 |                  | 24 Ago - 19:30 | 3 |                  |                  |                |                |           |           |  |  |       |       |
|  | Argentina            | 2                |                |   |                  |                  |                |                |           |           |  |  |       |       |
|  | Argentina            | 2                | Japão          | 0 |                  |                  |                |                |           |           |  |  |       |       |
|  | 20 Ago – 16:30       |                  | Japão          | 0 |                  |                  |                |                |           |           |  |  |       |       |
|  |                      | China            | 3              |   |                  |                  |                |                |           |           |  |  |       |       |
|  | México               | China            | 3              | 3 |                  |                  |                |                |           |           |  |  |       |       |
|  | México               | 22 Ago – 10:30   |                | 3 |                  |                  |                |                |           |           |  |  |       |       |
|  | República Dominicana | 0                |                |   |                  |                  |                |                |           |           |  |  |       |       |
|  | República Dominicana | 0                | México         | 0 |                  |                  |                |                |           |           |  |  |       |       |
|  | 20 Ago – 17:00       |                  | México         | 0 |                  |                  |                |                |           |           |  |  |       |       |
|  |                      | China            | 3              |   |                  |                  |                |                |           |           |  |  |       |       |
|  | China                | China            | 3              | 3 |                  |                  |                |                |           |           |  |  |       |       |
|  | China                |                  | 23 Ago - 13:30 | 3 |                  |                  |                |                |           |           |  |  |       |       |
|  | Croácia              | 0                |                |   |                  |                  |                |                |           |           |  |  |       |       |
|  | Croácia              | 0                | China          | 3 |                  |                  |                |                |           |           |  |  |       |       |
|  | 20 Ago – 11:00       |                  | China          | 3 |                  |                  |                |                |           |           |  |  |       |       |
|  |                      | Taipé Chinês     | 0              |   | Terceiro Lugar   | Terceiro Lugar   |                |                |           |           |  |  |       |       |
|  | Taipé Chinês         | Taipé Chinês     | 0              | 3 | Terceiro Lugar   | Terceiro Lugar   |                |                |           |           |  |  |       |       |
|  | Taipé Chinês         | 22 Ago – 13:30   | 22 Ago – 13:30 | 3 |                  |                  | 24 Ago - 13:30 | 24 Ago - 13:30 |           |           |  |  |       |       |
|  | Tailândia            | 22 Ago – 13:30   | 22 Ago – 13:30 | 0 |                  |                  | 24 Ago - 13:30 | 24 Ago - 13:30 |           |           |  |  |       |       |
|  | Tailândia            | Taipé Chinês     | 3              | 0 | Itália           | 3                |                |                |           |           |  |  |       |       |
|  | 20 Ago – 13:30       | Taipé Chinês     | 3              |   | Itália           | 3                |                |                |           |           |  |  |       |       |
|  |                      | Brasil           | 1              |   | Taipé Chinês     | 1                |                |                |           |           |  |  |       |       |
|  | Brasil               | Brasil           | 1              | 3 | Taipé Chinês     | 1                |                |                |           |           |  |  |       |       |
|  | Brasil               |                  |                | 3 |                  |                  |                |                |           |           |  |  |       |       |
|  | Egito                | 1                |                |   |                  |                  |                |                |           |           |  |  |       |       |
|  | Egito                | 1                |                |   |                  |                  |                |                |           |           |  |  |       |       |

#### Oitavas de Final
| Data   | Hora  |              | Placar |                      | Set 1 | Set 2 | Set 3 | Set 4 | Set 5 | Total   | Relatório           |
| ------ | ----- | ------------ | ------ | -------------------- | ----- | ----- | ----- | ----- | ----- | ------- | ------------------- |
| 20 Ago | 10:30 | Itália       | 3–0    | Canadá               | 25–19 | 25–17 | 25–17 |       |       | 75–53   | Súmula Estatísticas |
| 20 Ago | 11:00 | Taipé Chinês | 3–0    | Tailândia            | 25–14 | 25–15 | 25–22 |       |       | 75–51   | Súmula Estatísticas |
| 20 Ago | 13:30 | Brasil       | 3–1    | Egito                | 25–18 | 25–13 | 15–25 | 25–12 |       | 90–68   | Súmula Estatísticas |
| 20 Ago | 14:00 | Turquia      | 3–0    | Porto Rico           | 25–18 | 25–7  | 25–18 |       |       | 75–43   | Súmula Estatísticas |
| 20 Ago | 16:30 | México       | 3–0    | República Dominicana | 25–18 | 25–19 | 25–16 |       |       | 75–53   | Súmula Estatísticas |
| 20 Ago | 17:00 | China        | 3–0    | Croácia              | 25–12 | 25–7  | 25–11 |       |       | 75–30   | Súmula Estatísticas |
| 20 Ago | 19:30 | Peru         | 3–2    | Argentina            | 21–25 | 25–19 | 25–20 | 21–25 | 15–13 | 107–102 | Súmula Estatísticas |
| 20 Ago | 20:00 | Japão        | 3–0    | Equador              | 25–9  | 25–18 | 25–15 |       |       | 75–42   | Súmula Estatísticas |

#### Quartas de final
| Data   | Hora  |              | Placar |         | Set 1 | Set 2 | Set 3 | Set 4 | Set 5 | Total | Relatório           |
| ------ | ----- | ------------ | ------ | ------- | ----- | ----- | ----- | ----- | ----- | ----- | ------------------- |
| 22 Ago | 10:30 | México       | 0–3    | China   | 10–25 | 16–25 | 6–25  |       |       | 32–75 | Súmula Estatísticas |
| 22 Ago | 13:30 | Taipé Chinês | 3–1    | Brasil  | 23–25 | 25–19 | 25–20 | 25-19 |       | 98–64 | Súmula Estatísticas |
| 22 Ago | 16:30 | Itália       | 3–1    | Turquia | 21–25 | 25–15 | 25–18 | 25–23 |       | 96–81 | Súmula Estatísticas |
| 22 Ago | 19:30 | Japão        | 3–1    | Peru    | 25–21 | 25–15 | 23–25 | 25–17 |       | 98–78 | Súmula Estatísticas |

#### Semifinal
| Data   | Hora  |        | Placar |              | Set 1 | Set 2 | Set 3 | Set 4 | Set 5 | Total | Relatório           |
| ------ | ----- | ------ | ------ | ------------ | ----- | ----- | ----- | ----- | ----- | ----- | ------------------- |
| 23 Ago | 13:30 | China  | 3–0    | Taipé Chinês | 25–17 | 25–15 | 25–19 |       |       | 75–51 | Súmula Estatísticas |
| 23 Ago | 16:30 | Itália | 1–3    | Japão        | 17–25 | 11–25 | 25–20 | 22–25 |       | 75–95 | Súmula Estatísticas |

#### Final
| Data   | Hora  |       | Placar |       | Set 1 | Set 2 | Set 3 | Set 4 | Set 5 | Total | Relatório           |
| ------ | ----- | ----- | ------ | ----- | ----- | ----- | ----- | ----- | ----- | ----- | ------------------- |
| 24 Ago | 19:30 | Japão | 0–3    | China | 19–25 | 22–25 | 18–25 |       |       | 59–75 | Súmula Estatísticas |

#### Decisão do 3º lugar
| Data   | Hora  |        | Placar |              | Set 1 | Set 2 | Set 3 | Set 4 | Set 5 | Total | Relatório           |
| ------ | ----- | ------ | ------ | ------------ | ----- | ----- | ----- | ----- | ----- | ----- | ------------------- |
| 24 Ago | 13:30 | Itália | 3–1    | Taipé Chinês | 19–25 | 25–17 | 25–20 | 25–22 |       | 94–84 | Súmula Estatísticas |

### Classificação 5º/8º lugar
|  | 5º/8º Semifinal | 5º/8º Semifinal |                  |   | Decisão 5º lugar | Decisão 5º lugar |
|  |                 |                 |                  |   |                  |                  |
|  | 23 Ago – 10:30  |                 |                  |   |                  |                  |
|  |                 |                 |                  |   |                  |                  |
|  | Turquia         | 1               |                  |   |                  |                  |
|  | Turquia         | 1               | 24 Ago – 16:30   |   |                  |                  |
|  | Peru            | 3               |                  |   |                  |                  |
|  | Peru            | 3               | Peru             | 1 |                  |                  |
|  | 23 Ago – 13:30  |                 | Peru             | 1 |                  |                  |
|  |                 | Brasil          | 3                |   |                  |                  |
|  | Brasil          | Brasil          | 3                | 3 |                  |                  |
|  | Brasil          |                 |                  | 3 |                  |                  |
|  | México          | 2               |                  |   |                  |                  |
|  | México          | 2               | Decisão 7º lugar |   |                  |                  |
|  |                 |                 |                  |   |                  |                  |
|  | 24 Ago – 10:30  |                 |                  |   |                  |                  |
|  |                 |                 |                  |   |                  |                  |
|  | Turquia         | 3               |                  |   |                  |                  |
|  | Turquia         | 3               |                  |   |                  |                  |
|  | México          | 1               |                  |   |                  |                  |

#### 5º/8º semifinal
| Data   | Hora  |         | Placar |        | Set 1 | Set 2 | Set 3 | Set 4 | Set 5 | Total  | Relatório           |
| ------ | ----- | ------- | ------ | ------ | ----- | ----- | ----- | ----- | ----- | ------ | ------------------- |
| 23 Ago | 10:30 | Turquia | 1–3    | Peru   | 22–25 | 17–25 | 25–22 | 21–25 |       | 85–97  | Súmula Estatísticas |
| 23 Ago | 19:30 | Brasil  | 3–2    | México | 25–20 | 12–25 | 26–24 | 17–25 | 9–15  | 89–109 | Súmula Estatísticas |

#### Decisão do 5º lugar
| Data   | Hora  |      | Placar |        | Set 1 | Set 2 | Set 3 | Set 4 | Set 5 | Total | Relatório           |
| ------ | ----- | ---- | ------ | ------ | ----- | ----- | ----- | ----- | ----- | ----- | ------------------- |
| 24 Ago | 16:30 | Peru | 1–3    | Brasil | 13–25 | 20–25 | 26–24 | 7-25  |       | 66–74 | Súmula Estatísticas |

#### Decisão do 7º lugar
| Data   | Hora  |         | Placar |        | Set 1 | Set 2 | Set 3 | Set 4 | Set 5 | Total | Relatório           |
| ------ | ----- | ------- | ------ | ------ | ----- | ----- | ----- | ----- | ----- | ----- | ------------------- |
| 24 Ago | 10:30 | Turquia | 3–1    | México | 25–17 | 25–19 | 22–25 | 25–15 |       | 97–76 | Súmula Estatísticas |

### Classificação 9º/16º lugar
|  |                      |                      |                      |                      |                      |                   |                   |                   |                |                |                |                |                   |                   |                   |                  |                  |                  |  |  |                  |                  |                  |
|  | Decisão 13º lugar    | Decisão 13º lugar    | Decisão 13º lugar    |                      |                      | 13º/16º semifinal | 13º/16º semifinal | 13º/16º semifinal |                |                | 9º/16º quartas | 9º/16º quartas | 9º/16º quartas    |                   |                   | 9º/12º semifinal | 9º/12º semifinal | 9º/12º semifinal |  |  | Decisão 9º lugar | Decisão 9º lugar | Decisão 9º lugar |
|  | Decisão 13º lugar    | Decisão 13º lugar    | Decisão 13º lugar    |                      |                      | 13º/16º semifinal | 13º/16º semifinal | 13º/16º semifinal |                |                | 9º/16º quartas | 9º/16º quartas | 9º/16º quartas    |                   |                   | 9º/12º semifinal | 9º/12º semifinal | 9º/12º semifinal |  |  | Decisão 9º lugar | Decisão 9º lugar | Decisão 9º lugar |
|  |                      |                      |                      |                      |                      |                   | 22 Ago - 14:00    |                   |                |                |                |                |                   |                   |                   |                  |                  |                  |  |  |                  |                  |                  |
|  |                      |                      |                      |                      |                      |                   |                   |                   |                |                |                |                |                   |                   |                   |                  |                  |                  |  |  |                  |                  |                  |
|  | Canadá               | Canadá               | 1                    |                      |                      |                   |                   |                   |                |                |                |                |                   |                   |                   |                  |                  |                  |  |  |                  |                  |                  |
|  | Canadá               | Canadá               | 1                    |                      |                      |                   |                   |                   |                |                |                |                |                   |                   |                   |                  |                  |                  |  |  |                  |                  |                  |
|  | 23 Ago - 11:00       | 23 Ago - 11:00       | 23 Ago - 11:00       |                      |                      | Porto Rico        | Porto Rico        | 3                 |                |                | 23 Ago - 17:00 | 23 Ago - 17:00 | 23 Ago - 17:00    |                   |                   |                  |                  |                  |  |  |                  |                  |                  |
|  | 23 Ago - 11:00       | 23 Ago - 11:00       | 23 Ago - 11:00       |                      |                      | Porto Rico        | Porto Rico        | 3                 |                |                | 23 Ago - 17:00 | 23 Ago - 17:00 | 23 Ago - 17:00    |                   |                   |                  |                  |                  |  |  |                  |                  |                  |
|  | Canadá               | Canadá               | 3                    |                      |                      |                   | Porto Rico        | Porto Rico        | 3              |                |                |                |                   |                   |                   |                  |                  |                  |  |  |                  |                  |                  |
|  | Canadá               | Canadá               | 3                    |                      |                      |                   | Porto Rico        | Porto Rico        | 3              |                |                |                |                   |                   |                   |                  |                  |                  |  |  |                  |                  |                  |
|  |                      |                      | República Dominicana | República Dominicana | 1                    |                   |                   | 22 Ago - 11:00    | 22 Ago - 11:00 | 22 Ago - 11:00 |                |                | Croácia           | Croácia           | 0                 |                  |                  |                  |  |  |                  |                  |                  |
|  |                      |                      |                      | República Dominicana | 1                    |                   |                   | 22 Ago - 11:00    | 22 Ago - 11:00 | 22 Ago - 11:00 |                |                | Croácia           | Croácia           | 0                 |                  |                  |                  |  |  |                  |                  |                  |
|  |                      |                      |                      | República Dominicana | República Dominicana | 0                 |                   |                   |                |                |                |                |                   |                   |                   |                  |                  |                  |  |  |                  |                  |                  |
|  |                      |                      |                      | República Dominicana | República Dominicana | 0                 |                   |                   |                |                |                |                |                   |                   |                   |                  |                  |                  |  |  |                  |                  |                  |
|  | 24 Ago - 12:00       | 24 Ago - 12:00       | 24 Ago - 12:00       |                      |                      | Croácia           | Croácia           | 3                 |                |                | 24 Ago - 18:00 | 24 Ago - 18:00 | 24 Ago - 18:00    |                   |                   |                  |                  |                  |  |  |                  |                  |                  |
|  | 24 Ago - 12:00       | 24 Ago - 12:00       | 24 Ago - 12:00       |                      |                      |                   | Croácia           | 3                 |                |                | 24 Ago - 18:00 | 24 Ago - 18:00 | 24 Ago - 18:00    |                   |                   |                  |                  |                  |  |  |                  |                  |                  |
|  | Canadá               | Canadá               | 3                    |                      |                      |                   | Porto Rico        | Porto Rico        | 3              |                |                |                |                   |                   |                   |                  |                  |                  |  |  |                  |                  |                  |
|  | Canadá               | Canadá               | 3                    |                      |                      |                   |                   |                   | 3              |                |                |                |                   |                   |                   |                  |                  |                  |  |  |                  |                  |                  |
|  | Egito                | Egito                | 2                    |                      |                      | 22 Ago - 17:00    | 22 Ago - 17:00    | 22 Ago - 17:00    |                |                | Argentina      | Argentina      | 0                 |                   |                   |                  |                  |                  |  |  |                  |                  |                  |
|  | Egito                | Egito                | 2                    |                      |                      | 22 Ago - 17:00    | 22 Ago - 17:00    | 22 Ago - 17:00    |                |                |                | Argentina      | 0                 |                   |                   |                  |                  |                  |  |  |                  |                  |                  |
|  |                      |                      |                      | Tailândia            | Tailândia            | 3                 |                   |                   |                |                |                |                |                   |                   |                   |                  |                  |                  |  |  |                  |                  |                  |
|  |                      |                      |                      | Tailândia            | Tailândia            | 3                 |                   |                   |                |                |                |                |                   |                   |                   |                  |                  |                  |  |  |                  |                  |                  |
|  | 23 Ago - 17:00       | 23 Ago - 17:00       | 23 Ago - 17:00       |                      |                      | Egito             | Egito             | 1                 |                |                | 23 Ago - 20:00 | 23 Ago - 20:00 | 23 Ago - 20:00    |                   |                   |                  |                  |                  |  |  |                  |                  |                  |
|  | 23 Ago - 17:00       | 23 Ago - 17:00       | 23 Ago - 17:00       |                      |                      | Egito             | Egito             | 1                 |                |                | 23 Ago - 20:00 | 23 Ago - 20:00 | 23 Ago - 20:00    |                   |                   |                  |                  |                  |  |  |                  |                  |                  |
|  | Decisão 15º lugar    | Decisão 15º lugar    | Decisão 15º lugar    | Egito                | Egito                | 3                 |                   |                   |                | Tailândia      | Tailândia      | 2              | Decisão 11º lugar | Decisão 11º lugar | Decisão 11º lugar |                  |                  |                  |  |  |                  |                  |                  |
|  | Decisão 15º lugar    | Decisão 15º lugar    | Decisão 15º lugar    | Egito                | Egito                | 3                 |                   |                   |                | Tailândia      | Tailândia      | 2              | Decisão 11º lugar | Decisão 11º lugar | Decisão 11º lugar |                  |                  |                  |  |  |                  |                  |                  |
|  | 24 Ago - 09:00       | 24 Ago - 09:00       | 24 Ago - 09:00       |                      |                      | Equador           | Equador           | 0                 |                |                | 22 Ago - 20:00 | 22 Ago - 20:00 | 22 Ago - 20:00    |                   |                   | Argentina        | Argentina        | 3                |  |  | 24 Ago - 15:00   | 24 Ago - 15:00   | 24 Ago - 15:00   |
|  | 24 Ago - 09:00       | 24 Ago - 09:00       | 24 Ago - 09:00       |                      |                      | Equador           | Equador           | 0                 |                |                | 22 Ago - 20:00 | 22 Ago - 20:00 | 22 Ago - 20:00    |                   |                   | Argentina        | Argentina        | 3                |  |  | 24 Ago - 15:00   | 24 Ago - 15:00   | 24 Ago - 15:00   |
|  | República Dominicana | República Dominicana | 3                    |                      |                      |                   | Equador           | Equador           | 0              |                |                |                | Croácia           | Croácia           | 0                 |                  |                  |                  |  |  |                  |                  |                  |
|  | República Dominicana | República Dominicana | 3                    |                      |                      |                   | Equador           | Equador           | 0              |                |                |                | Croácia           | Croácia           | 0                 |                  |                  |                  |  |  |                  |                  |                  |
|  | Equador              | Equador              | 0                    |                      |                      | Argentina         | Argentina         | 3                 |                |                | Tailândia      | Tailândia      | 3                 |                   |                   |                  |                  |                  |  |  |                  |                  |                  |
|  | Equador              | Equador              | 0                    |                      |                      |                   | Argentina         | 3                 |                |                | Tailândia      | Tailândia      | 3                 |                   |                   |                  |                  |                  |  |  |                  |                  |                  |
|  |                      |                      |                      |                      |                      |                   |                   |                   |                |                |                |                |                   |                   |                   |                  |                  |                  |  |  |                  |                  |                  |

#### 9º/16º quartas de final
| Data   | Hora  |                      | Placar |            | Set 1 | Set 2 | Set 3 | Set 4 | Set 5 | Total | Relatório           |
| ------ | ----- | -------------------- | ------ | ---------- | ----- | ----- | ----- | ----- | ----- | ----- | ------------------- |
| 22 ago | 11:00 | República Dominicana | 0–3    | Croácia    | 15–25 | 20–25 | 19–25 |       |       | 54–75 | Súmula Estatísticas |
| 22 ago | 14:00 | Canadá               | 1–3    | Porto Rico | 21–25 | 25–16 | 21–25 | 19–25 |       | 86–91 | Súmula Estatísticas |
| 22 ago | 17:00 | Tailândia            | 3–1    | Egito      | 25–13 | 23–25 | 25–17 | 25-13 |       | 98–55 | Súmula Estatísticas |
| 22 ago | 20:00 | Argentina            | 3–0    | Equador    | 25–14 | 25–21 | 25–15 |       |       | 75–50 | Súmula Estatísticas |

#### 9º/12º semifinal
| Data   | Hora  |            | Placar |           | Set 1 | Set 2 | Set 3 | Set 4 | Set 5 | Total | Relatório           |
| ------ | ----- | ---------- | ------ | --------- | ----- | ----- | ----- | ----- | ----- | ----- | ------------------- |
| 23 Ago | 17:00 | Porto Rico | 3–0    | Croácia   | 25–21 | 30–28 | 26–24 |       |       | 81–73 | Súmula Estatísticas |
| 23 Ago | 20:00 | Tailândia  | 2–3    | Argentina | 25–15 | 22–25 | 25–11 | 16–25 | 9–15  | 97–91 | Súmula Estatísticas |

#### Decisão do 9º lugar
| Data   | Hora  |            | Placar |           | Set 1 | Set 2 | Set 3 | Set 4 | Set 5 | Total | Relatório           |
| ------ | ----- | ---------- | ------ | --------- | ----- | ----- | ----- | ----- | ----- | ----- | ------------------- |
| 24 ago | 18:00 | Porto Rico | 3–0    | Argentina | 26–24 | 25–14 | 25–21 |       |       | 76–59 | Súmula Estatísticas |

#### Decisão do 11º lugar
| Data   | Hora  |         | Placar |           | Set 1 | Set 2 | Set 3 | Set 4 | Set 5 | Total | Relatório           |
| ------ | ----- | ------- | ------ | --------- | ----- | ----- | ----- | ----- | ----- | ----- | ------------------- |
| 24 ago | 15:00 | Croácia | 0–3    | Tailândia | 21–25 | 17–25 | 17–25 |       |       | 55–75 | Súmula Estatísticas |

#### 13º/16º semifinal
| Data   | Hora  |        | Placar |                      | Set 1 | Set 2 | Set 3 | Set 4 | Set 5 | Total | Relatório           |
| ------ | ----- | ------ | ------ | -------------------- | ----- | ----- | ----- | ----- | ----- | ----- | ------------------- |
| 23 ago | 11:00 | Canadá | 3–1    | República Dominicana | 26–24 | 19–25 | 25–21 | 25–15 |       | 95–85 | Súmula Estatísticas |
| 23 ago | 14:00 | Egito  | 3–0    | Equador              | 25–20 | 25–21 | 25–20 |       |       | 75–61 | Súmula Estatísticas |

#### Decisão do 13º lugar
| Data   | Hora  |        | Placar |       | Set 1 | Set 2 | Set 3 | Set 4 | Set 5 | Total  | Relatório           |
| ------ | ----- | ------ | ------ | ----- | ----- | ----- | ----- | ----- | ----- | ------ | ------------------- |
| 24 ago | 12:00 | Canadá | 3–2    | Egito | 25–19 | 27–25 | 25-27 | 20-25 | 15-13 | 112–44 | Súmula Estatísticas |

#### Decisão do 15º lugar
| Data   | Hora |                      | Placar |         | Set 1 | Set 2 | Set 3 | Set 4 | Set 5 | Total | Relatório           |
| ------ | ---- | -------------------- | ------ | ------- | ----- | ----- | ----- | ----- | ----- | ----- | ------------------- |
| 24 ago | 9:00 | República Dominicana | 3–0    | Equador | 25–17 | 25–18 | 25–20 |       |       | 75–55 | Súmula Estatísticas |

## Classificação final
| Posição | Seleção              |
| ------- | -------------------- |
| 1       | China                |
| 2       | Japão                |
| 3       | Itália               |
| 4       | Taipé Chinês         |
| 5       | Brasil               |
| 6       | Peru                 |
| 7       | Turquia              |
| 8       | México               |
| 9       | Porto Rico           |
| 10      | Argentina            |
| 11      | Tailândia            |
| 12      | Croácia              |
| 13      | Canadá               |
| 14      | Egito                |
| 15      | República Dominicana |
| 16      | Equador              |

## Premiação individual
A FIBV concedeu as seguintes premiações individuais:
| - MVP (jogadora mais valiosa) Yang Shuming - Melhor oposta Yang Shuming - Melhores centrais Chen Xiaohui, Alice Guerra |  | - Melhor levantadora Zhang Zixuan - Melhores ponteiras Saya Nakayama, Ludovica Tosini - Melhor líbero Kokoro Semba |

## Estatísticas
| Pos. | Jogadora          | Pts |
| ---- | ----------------- | --- |
| 1    | Justina Fortes    | 125 |
| 2    | Decelise Champion | 117 |
| 3    | Hikari Kudo       | 115 |
| 4    | Ariana Vasquez    | 110 |
| 5    | Yuexin Huang      | 108 |

| Pos. | Jogadora          | Pts |
| ---- | ----------------- | --- |
| 1    | Justina Fortes    | 116 |
| 2    | Hikari Kudo       | 105 |
| 3    | Decelise Champion | 95  |
| 4    | Ariana Vasquez    | 91  |
| 4    | Yi Chen           | 91  |

| Pos. | Nome               | Pts |
| ---- | ------------------ | --- |
| 1    | Alessia Manda      | 28  |
| 2    | Heloisa Andrade    | 21  |
| 3    | Ezel Balık         | 20  |
| 3    | Caroline Rodriguez | 20  |
| 5    | Sara Lulić         | 18  |

| Pos. | Nome              | Pts |
| ---- | ----------------- | --- |
| 1    | Ana Stojanovic    | 17  |
| 2    | Panthita Khongnok | 16  |
| 2    | Ariana Vasquez    | 16  |
| 4    | Hongyun Sun       | 15  |
| 5    | Franka Golemac    | 14  |

| Pos. | Nome              | Avg.  |
| ---- | ----------------- | ----- |
| 1    | Ting-Wei Chang    | 27.43 |
| 2    | Panthita Khongnok | 21.86 |
| 2    | Zixuan Zhang      | 21.86 |
| 4    | Haruka Toki       | 21.29 |
| 5    | Elif İlhan        | 15.71 |

| Pos. | Jogadora         | Defesas |
| ---- | ---------------- | ------- |
| 1    | Liana Torres     | 159     |
| 2    | Dibanhi Bautista | 141     |
| 3    | Kokoro Semba     | 113     |
| 4    | Maili Ballard    | 111     |
| 5    | Zeynep Nur       | 107     |

| Pos. | Nome                   | Acertos |
| ---- | ---------------------- | ------- |
| 1    | Dibanhi Barrera        | 65      |
| 2    | Yi Chen                | 56      |
| 3    | Maria Eugenia Martinez | 54      |
| 4    | Pin-Yu Chen            | 53      |
| 5    | Liana Torres           | 50      |

## Seleção brasileira
A seleção brasileira foi comandada pela treinadora Fofão, que levou as seguintes jogadoras para a competição: